# Pasar Bawah (Pasar Manna)
Pasar Bawah is een bestuurslaag in het regentschap Bengkulu Selatan van de provincie Bengkulu, Indonesië. Pasar Bawah telt 2752 inwoners (volkstelling 2010).